# لوسي إيفرست بول
لوسي إيفرست بول (بالإنجليزية: Lucy Everest Boole) (5 آب\أغسطس 1862 - 5 ديسمبر 1904) هي كيميائية وصيدلانية أيرلندية وهي أول امرأة بروفيسورة في كلية لندن الطبية للنساء في المستشفى الملكي المجاني. وهي أول زميلة أنثى في المعهد الملكي للكيمياء.
لم تتزوج لوسي وعاشت مع والدتها في نوتينغ هيل في لندن. أصيبت بالمرض عام 1897 وتوفيت عام 1904 عن عمر 42 عاماً.

## النشأة والتعليم
ولدت لوسي بول عام 1862 في كورك، أيرلندا. كان والدها جورج بول رياضياتياً وأستاذاً في كلية كوينز (كورك). أما والدتها ماري إيفرست بول فكانت رياضياتية واختصاصية تعليم، لها اهتمامات في بيداغوجيا. كانت لوسي الرابعة بين خمسة أخوات. شقيقتها أليسيا بول كانت رياضياتية وشقيقتها إيثيل ليليان فوينيش كانت روائية. توفي جورج بول عام 1864 تاركاً العائلة في وضع فقير، فعادت العائلة إلى إنجلترا حيث أصبحت الأم أمينة مكتبة في كلية الملكة في لندن. تعلّمت لوسي في مدرسة تابعة لكلية كوينز، لكنها لم تحصل على تعليمٍ جامعي. درست الكيمياء كجزءٍ من تدريبها كصيدلانية.

## المهنة
التحقت لوسي بول بمدرسة الجمعية الصيدلانية بين عامي 1883 و1888، حيث أصبحت باحثة فيها لاحقاً. ثم أصبحت مدرّية للكيمياء عام 1881 ومحاضرة في كلية لندن الطبية للنساء عام 1893. عام 1894، انتخبت أول زميلة أنثى لمعهد الكيمياء. يُعتقد أنها كان أول بروفيسورة أنثى للكيمياء في المستشفى الملكي المجاني في لندن. نشرت بالمشاركة مع وايندهام دونستان مدير المعهد الملكي في لندن العديد من الأعمال بما في ذلك بحثاً بعنوان «تحقيق في المكوّن المفرط لنفط كروتون». كما طوّرت إجراءً لتحليل دواء مقيء الترتار الذي اقترح في بحث مشترك عام 1889 مع دونستان. اعتُمِد هذا الإجراء الطريقة الرسمية للفحص حتى عام 1963.